# Ново Село (Халкидики)
Ново Село (грч. Νεοχώρι, Неохори) је насељено место у општини Аристотел у периферији Средишња Македонија, Грчка. Према попису из 2021. године било је 696 становника.
Према бугарском географу и историчару, Василу Канчову, у Новом Селу је 1900. године живело 500 Грка. Становништво Новог Села је словенског порекла, до половине 19. века говорило се словенски, док су почетком 20. века словенски знали само старији мештани. На попису из 1991. године Ново Село је имало 856 становника.